# OSType
OSType（也称作FourCC或ResType）通常作为一种4字节的类别标示名被使用在Mac OS里。虽然它们通常是来自ASCII码或Mac OS Roman字符集，但是4个字节原则上可以是任何二进制值。